# Liondent hispide
Leontodon hispidus
Espèce
Le Liondent hispide (Leontodon hispidus) est une espèce de plantes herbacées de la famille des Astéracées et du genre Leontodon.